# Хронологія пілотованих космічних польотів (1980-ті)
Цей список містить перелік пілотованих польотів з 1980-го по 1989-й роки. 1980-ті — третє десятиліття польотів людини у космос. У цей період були розпочаті радянська космічна програма Мир і американська Спейс шаттл.
- Червоним виділено невдалий запуск.

## 1980 рік
| №  | Дата         | Корабель   | Екіпаж                                                                         | Країна | Досягнення | Тривалість                                                                |
| -- | ------------ | ---------- | ------------------------------------------------------------------------------ | ------ | --- | ------------------------------------------------------------------------- |
| 69 | 9 квітня     | «Союз-35»  | Леонід Іванович Попов, Валерій Вікторович Рюмін                                | СРСР   | Четверта довготривала експедиція на станції «Салют-6». Екіпаж повернувся на Землю на «Союзі-37». Новий рекорд тривалості перебування в космосі екіпажу = 4436 годин 12 хвилин (184 доби 20 годин 12 хвилин). Рекорд сумарної тривалості перебування у космосі — Рюмін за три польоти = 8685 годин 34 хвилини (361 доба 21 година 34 хвилини). | Корабель — 55 діб 1 година 29 хвилин Екіпаж — 184 доби 20 годин 12 хвилин |
| 70 | 26 травня    | «Союз-36»  | Валерій Миколайович Кубасов, Берталан Фаркаш (Угорщина)                        | СРСР   | П'ята експедиція відвідування станції «Салют-6». Екіпаж повернувся на Землю на «Союзі-35». Берталан Фаркаш — перший космонавт з Угорщини. | Корабель — 65 діб 20 годин 54 хвилини. Екіпаж — 7 діб 20 годин 46 хвилин  |
| 71 | 5 червня     | «Союз Т-2» | Юрій Васильович Малишев, Володимир Вікторович Аксьонов                         | СРСР   | Шоста експедиція відвідування станції «Салют-6». Перший випробувальний політ нової модифікації корабля «Союз Т». | 3 доби 22 години 20 хвилин                                                |
| 72 | 23 липня     | «Союз-37»  | Віктор Васильович Горбатко, Фам Туан (В'єтнам)                                 | СРСР   | Сьома експедиція відвідування станції «Салют-6». Екіпаж повернувся на Землю на «Союзі-36». Фам Туан — перший космонавт з В'єтнаму. | Корабель — 79 діб 15 годин 17 хвилин Екіпаж — 7 діб 20 годин 42 хвилини   |
| 73 | 18 вересня   | «Союз-38»  | Юрій Вікторович Романенко, Арнальдо Тамайо Мендес (Куба)                       | СРСР   | Восьма експедиція відвідування станції «Салют-6». Арнальдо Томайо Мендес — перший космонавт Куби. | 7 діб 20 годин 43 хвилини                                                 |
| 74 | 27 листопада | «Союз Т-3» | Леонід Денисович Кизим, Олег Григорович Макаров, Геннадій Михайлович Стрекалов | СРСР   | Дев'ята експедиція відвідування станції «Салют-6». Випробувальний політ нової тримісної модифікації корабля «Союз Т». | 12 діб 19 годин 8 хвилин                                                  |

Підсумки року
- Космонавтів СРСР — 49 (+4 за рік);   Пілотованих польотів СРСР — 45 (+6 за рік)
- Астронавтів США — 43 (+0 за рік);   Пілотованих польотів США — 29 (+0 за рік)
- Космонавтів інших країн — 7 (+3 за рік)
- Всього астронавтів і космонавтів — 99 (+7 за рік)
- Всього пілотованих польотів — 74 (+6 за рік)
- Рекорд тривалості польоту (Попов, Рюмін)= 4436 годин 12 хвилин (184 доби 20 годин 12 хвилин)
- Рекорд сумарної тривалості перебування у космосі — Рюмін за три польоти = 8685 годин 34 хвилини (361 доба 21 година 34 хвилини).

## 1981 рік
| №  | Дата         | Корабель       | Екіпаж                                                                 | Країна | Досягнення | Тривалість                |
| -- | ------------ | -------------- | ---------------------------------------------------------------------- | ------ | --- | ------------------------- |
| 75 | 12 березня   | «Союз Т-4»     | Володимир Васильович Ковальонок, Віктор Петрович Савіних               | СРСР   | П'ята довготривала експедиція на станції «Салют-6». Віктор Савіних — 50-й космонавт СРСР і 100-й у світі.                                        | 74 діб 18 годин 38 хвилин |
| 76 | 22 березня   | «Союз-39»      | Володимир Олександрович Джанібеков, Жугдердемідійн Гуррагча (Монголія) | СРСР   | Десята експедиція відвідування станції «Салют-6». Жугдердемідійн Гуррагча — перший космонавт Монголії.                                           | 7 діб 20 годин 43 хвилини |
| 77 | 12 квітня    | Колумбія STS-1 | Джон Янг, Роберт Кріппен                                               | США    | Перший політ американського корабля багаторазового використання. П'ятий політ Джона Янга. Янг — перша людина, що зробила п'ятий космічний політ. | 2 доби 6 годин 21 хвилина |
| 78 | 14 травня    | «Союз-40»      | Леонід Іванович Попов, Думітру Прунаріу (Румунія)                      | СРСР   | Одинадцята експедиція відвідування станції «Салют-6». Думітру Прунаріу — перший космонавт Румунії.                                               | 7 діб 20 годин 41 хвилина |
| 79 | 12 листопада | Колумбія STS-2 | Джо Енгл, Річард Трулі                                                 | США    | Другий політ американського шатла. | 2 доби 6 годин 13 хвилин  |

Підсумки року
- Космонавтів СРСР — 50 (+1 за рік);   Пілотованих польотів СРСР — 48 (+3 за рік)
- Астронавтів США — 46 (+3 за рік);   Пілотованих польотів США — 31 (+2 за рік)
- Космонавтів інших країн — 9 (+2 за рік)
- Всього астронавтів і космонавтів — 105 (+6 за рік)
- Всього пілотованих польотів — 79 (+5 за рік)
- Рекорд тривалості польоту (Попов, Рюмін)= 4436 годин 12 хвилин (184 доби 20 годин 12 хвилин)
- Рекорд сумарної тривалості перебування у космосі — Рюмін за три польоти = 8685 годин 34 хвилини (361 доби 21 година 34 хвилини).

## 1982 рік
| №  | Дата         | Корабель       | Екіпаж                                                                                        | Країна | Досягнення | Тривалість                                                                 |
| -- | ------------ | -------------- | --------------------------------------------------------------------------------------------- | ------ | --- | -------------------------------------------------------------------------- |
| 80 | 22 березня   | Колумбія STS-3 | Джек Лаусма, Чарльз Фуллертон                                                                 | США    | Третій політ американського шатла. | 8 діб 0 годин 5 хвилин                                                     |
| 81 | 13 травня    | «Союз Т-5»     | Анатолій Миколайович Березовий, Валентин Віталійович Лебедєв                                  | СРСР   | Перша довготривала експедиція на станції «Салют-7». Екіпаж повернувся на Землю на «Союзі Т-7». Новий рекорд тривалості перебування у космосі екіпажу = 5073 години 32 хвилини (211 діб 9 годин 32 хвилини). | Корабель — 106 діб 5 годин 6 хвилин Екіпаж — 211 діб 9 годин 32 хвилини    |
| 82 | 24 червня    | «Союз Т-6»     | Володимир Олександрович Джанібеков, Олександр Сергійович Іванченков, Жан-Лу Кретьєн (Франція) | СРСР   | Перша експедиція відвідування станції «Салют-7». Жан-Лу Кретьєн — перший космонавт Франції. | 7 діб 21 година 51 хвилина                                                 |
| 83 | 27 червня    | Колумбія STS-4 | Томас Маттінглі, Генрі Хартсфілд                                                              | США    | Четвертий політ американського шатла. | 7 діб 1 година 9 хвилин.                                                   |
| 84 | 19 серпня    | «Союз Т-7»     | Леонід Іванович Попов, Олександр Олександрович Серебров, Світлана Євгенівна Савицька          | СРСР   | Друга експедиція відвідування станції «Салют-7». Екіпаж повернувся на Землю «Союзі Т-5». Савицька — друга жінка-космонавт.                                                                                  | Корабель — 113 діб 1 година 51 хвилина Екіпаж — 7 діб 21 година 52 хвилини |
| 85 | 11 листопада | Колумбія STS-5 | Венс Бранд, Роберт Овермаєр, Джозеф Аллен, Вільям Ленуар                                      | США    | П'ятий політ американського шатла. Перший екіпаж з чотирьох астронавтів. | 5 діб 2 години 14 хвилин                                                   |

Підсумки року
- Космонавтів СРСР — 53 (+3 за рік);   Пілотованих польотів СРСР — 51 (+3 за рік)
- Астронавтів США — 51 (+5 за рік);   Пілотованих польотів США — 34 (+3 за рік)
- Космонавтів інших країн — 10 (+1 за рік)
- Всього астронавтів і космонавтів — 114 (+9 за рік)
- Всього пілотованих польотів — 85 (+6 за рік)
- Рекорд тривалості польоту (Березовий, Лебедєв) = 5073 години 32 хвилини (211 діб 9 годин 32 хвилини)

## 1983 рік
| №  | Дата         | Корабель         | Екіпаж                                                                                       | Країна | Досягнення | Тривалість                 |
| -- | ------------ | ---------------- | -------------------------------------------------------------------------------------------- | ------ | --- | -------------------------- |
| 86 | 4 квітня     | Челленджер STS-6 | Пол Вайц, Керол Бобко, Дональд Пітерсон, Сторі Масгрейв.                                     | США    | Шостий політ шатла. Перший політ другого корабля багаторазового використання «Челленджер». | 5 діб 0 годин 24 хвилини   |
| 87 | 20 квітня    | «Союз Т-8»       | Володимир Георгійович Титов, Геннадій Михайлович Стрекалов, Олександр Олександрович Серебров | СРСР   | Невдала спроба стикування зі станцією «Салют-7». Дострокове повернення на Землю. | 2 доби 0 годин 18 хвилин   |
| 88 | 18 червня    | Челленджер STS-7 | Роберт Кріппен, Фредерік Хаук, Джон Фабіан, Саллі Райд, Норман Тагард                        | США    | Сьомий політ шатла. Другий політ «Челленджера». Вперше екіпаж — 5 астронавтів. Саллі Райд — перша американська жінка-астронавт.                                                                           | 6 діб 2 години 24 хвилини  |
| 89 | 27 червня    | «Союз Т-9»       | Володимир Опанасович Ляхов, Олександр Павлович Александров                                   | СРСР   | Друга довготривала експедиція на станції «Салют-7». | 149 діб 10 годин 46 хвилин |
| 90 | 30 серпня    | Челленджер STS-8 | Річард Трулі, Деніел Бренденстайн, Дейл Гарднер, Гайон Блуфорд, Вільям Торнтон               | США    | Восьмий політ шатла. Третій політ «Челленджера». Гайон Блуфорд — перший афроамериканець у космосі. | 6 діб 1 година 9 хвилин    |
| 91 | 28 листопада | Колумбія STS-9   | Джон Янг, Брюстер Шоу, Овен Герріотт, Роберт Паркер, Байрон Ліхтенберг, Ульф Мербольд (ФРН)  | США    | Дев'ятий політ шатла. Шостий «Колумбії». Вперше екіпаж — 6 астронавтів. Ульф Мербольд — перший астронавт з ФРН, перший іноземець на кораблі США. Джон Янг здійснює першим у світі шостий космічний політ. | 10 діб 7 годин 47 хвилин   |

Підсумки року
- Космонавтів СРСР — 55 (+2 за рік);   Пілотованих польотів СРСР — 53 (+2 за рік)
- Астронавтів США — 65 (+14 за рік);   Пілотованих польотів США — 38 (+4 за рік)
- Космонавтів інших країн — 11 (+1 за рік)
- Всього астронавтів і космонавтів — 131 (+17 за рік)
- Всього пілотованих польотів — 91 (+6 за рік)

## 1984 рік
| №  | Дата        | Корабель            | Екіпаж | Країна | Досягнення | Тривалість                                                                   |
| -- | ----------- | ------------------- | --- | ------ | --- | ---------------------------------------------------------------------------- |
| 92 | 3 лютого    | Челленджер STS-41-B | Венс Бранд, Роберт Гібсон, Брюс Маккендлесс, Рональд Макнейр, Роберт Стюарт                                    | США    | Десятий політ шатла. Четвертий політ «Челленджера». Перші випробування літаючого крісла. | 7 діб 23 години 16 хвилин                                                    |
| 93 | 8 лютого    | «Союз Т-10»         | Леонід Денисович Кизим, Володимир Олексійович Соловйов, Олег Юрійович Атьков                                   | СРСР   | Третя довготривала експедиція на станції «Салют-7». Екіпаж повернувся на Землю на «Союзі Т-11». Кизим і Соловйов здійснили шість виходів у відкритий космос. Новий рекорд тривалості перебування у космосі екіпажу = 5686 годин 32 хвилини (236 діб 22 години 49 хвилин). | Корабель — 62 доби 22 години 43 хвилини Екіпаж — 236 діб 22 години 49 хвилин |
| 94 | 3 квітня    | «Союз Т-11»         | Юрій Васильович Малишев, Геннадій Михайлович Стрекалов, Ракеш Шарма (Індія)                                    | СРСР   | Третя експедиція відвідування станції «Салют-7». Екіпаж повернувся на Землю на «Союзі Т-10». Ракеш Шарма — перший космонавт з Індії. | Корабель — 181 доба 21 година 41 хвилина Екіпаж — 7 діб 21 година 41 хвилина |
| 95 | 6 квітня    | Челленджер STS-41-C | Роберт Кріппен, Френсіс Скобі, Террі Гарт, Джордж Нельсон, Джеймс ван Хофтен                                   | США    | 11-й політ шатла. 5-й політ «Челленджера». Ремонт супутника на орбіті. | 6 діб 23 години 41 хвилина                                                   |
| 96 | 17 липня    | «Союз Т-12»         | Володимир Олександрович Джанібеков, Світлана Євгенівна Савицька, Ігор Петрович Волк                            | СРСР   | Четверта експедиція відвідування станції «Салют-7». Четвертий політ Володимира Джанібекова. Савицька — перша жінка, яка здійснила другий політ і перший вихід у відкритий космос.                                                                                         | 11 діб 19 годин 14 хвилин                                                    |
| 97 | 30 серпня   | Діскавері STS-41-D  | Генрі Хартсфілд, Майкл Коутс, Річард Маллейн, Стівен Хоулі, Джудіт Резнік, Чарлз Вокер.                        | США    | 12-й політ шатла. 1-й політ «Діскавері». Вокер — перший комерційний астронавт від фірми Макдоннелл Дуглас. Резнік — друга американська жінка-астронавт. | 6 діб 0 годин 56 хвилин                                                      |
| 98 | 5 жовтня    | Челленджер STS-41-G | Роберт Кріппен, Джон Макбрайд, Кетрін Салліван, Саллі Райд, Девід Лістма, Пол Скалі-Павер, Марк Гарно (Канада) | США    | 13-й політ шатла. 6-й політ «Челленджера». Вперше екіпаж — сім астронавтів. Вперше дві жінки в екіпажі. Гарно — перший астронавт з Канади. Салліван — перша американська жінка, яка вийшла у відкритий космос.                                                            | 8 діб 5 годин 24 хвилини                                                     |
| 99 | 8 листопада | Діскавері STS-51-A  | Фредерік Хаук, Дейвід Вокер, Джозеф Аллен, Анна Фішер, Дейл Гарднер                                            | США    | 14-й політ шатла. 2-й політ «Діскавері». Повернення двох супутників з орбіти на Землю. | 7 діб 23 години 45 хвилин                                                    |

Підсумки року
- Космонавтів СРСР — 58 (+3 за рік);   Пілотованих польотів СРСР — 56 (+3 за рік)
- Астронавтів США — 84 (+19 за рік);   Пілотованих польотів США — 43 (+5 за рік)
- Космонавтів інших країн — 13 (+2 за рік)
- Всього астронавтів і космонавтів — 155 (+24 за рік)
- Всього пілотованих польотів — 99 (+8 за рік)
- Рекорд тривалості польоту (Кизим, Соловйов) = 5686 годин 32 хвилини (236 діб 22 години 49 хвилин)

## 1985 рік
| №   | Дата         | Корабель            | Екіпаж | Країна | Досягнення | Тривалість |
| --- | ------------ | ------------------- | --- | ------ | --- | --- |
| 100 | 24 січня     | Діскавері STS-51-C  | Томас Маттінглі, Лорен Шрайвер, Еллісон Онідзука, Джеймс Баклі, Гері Пейтон                                                                          | США    | 15-й політ шатла. 3-й політ «Діскавері». Політ для міністерства оборони США. Сотий політ у космос. | 3 доби 1 година 33 хвилини                                                                                         |
| 101 | 12 квітня    | Діскавері STS-51-D  | Керол Бобко, Доналд Вільямс, Маргарет Седдон, Дейвід Гріггс, Джеффрі Хоффман, Чарлз Вокер, Едвін Гарн                                                | США    | 16-й політ шатла. 4-й політ «Діскавері». Гарн — американський сенатор у космосі. | 6 діб 23 години 55 хвилин                                                                                          |
| 102 | 29квітня     | Челленджер STS-51-B | Роберт Овермайер, Фредерік Грегорі, Дон Лінд, Норман Тагард, Вільям Торнтон, Людвіг ван ден Берг, Тейлор Ван                                         | США    | 17-й політ шатла. 7-й політ «Челленджера». | 7 діб 0 годин 9 хвилин                                                                                             |
| 103 | 6 червня     | «Союз Т-13»         | Володимир Олександрович Джанібеков, Віктор Петрович Савіних                                                                                          | СРСР   | Четверта довготривала експедиція на станції «Салют-7». Відновлення життєдіяльності станції. Савіних повернувся на Землю на «Союзі Т-14». П'ятий політ Володимира Джанібекова, вперше космонавт стає командиром екіпажу вп'яте. | Корабель — 112 діб 3 години 12 хвилин Джанібеков — 112 діб 3 години 12 хвилин Савіних — 168 діб 3 годин 51 хвилина |
| 104 | 17 червня    | Діскавері STS-51-G  | Деніел Бранденстайн, Джон Крейтон, Шеннон Лусід, Джон Фабіан, Стівен Нейджел, Патрік Бодрі (Франція), Салман ас-Сауд (Саудівська Аравія).            | США    | 18-й політ шатла. 5-й політ «Діскавері». Бодрі — другий астронавт з Франції. Аль-Сауд — перший принц-астронавт з Саудівської Аравії. Вперше два іноземця в екіпажі. Стівен Найджел — 100-й американський астронавт.            | 7 діб 1 година 39 хвилин                                                                                           |
| 105 | 29 липня     | Челленджер STS-51-F | Чарлз Фуллертон, Рой Бріджес, Карл Хенайз, Ентоні Інгленд, Сторі Масгрейв, Лорен Ектон, Джон-Девід Бартоу                                            | США    | 19-й політ шатла. 8-й політ «Челленджера». | 7 діб 22 години 45 хвилин                                                                                          |
| 106 | 27 серпня    | Діскавері STS-51-I  | Джо Енгл, Річард Кові, Джеймс ван Хофтен, Вільям Фішер, Джон Лаундж                                                                                  | США    | 20-й політ шатла. 6-й політ «Діскавері». | 7 діб 2 години 18 хвилин                                                                                           |
| 107 | 17 вересня   | «Союз Т-14»         | Володимир Володимирович Васютін, Георгій Михайлович Гречко, Олександр Олександрович Волков                                                           | СРСР   | П'ята довготривала експедиція на станції «Салют-7». Через хворобу Васютіна екіпаж раніше наміченого терміну повернувся на Землю. Гречко повернувся на Землю на «Союзі Т-13».                                                   | 64 доби 21 година 52 хвилини Гречко — 8 діб 21 година 13 хвилин                                                    |
| 108 | 3 жовтня     | Атлантіс STS-51-J   | Керол Бобко, Роналд Грейб, Роберт Стюарт, Дейвід Хілмерс, Вільям Пейлз                                                                               | США    | 21-й політ шатла. 1-й політ «Атлантіса». Політ для міністерства оборони США. | 4 доби 1 година 45 хвилин                                                                                          |
| 109 | 30 жовтня    | Челленджер STS-61-A | Генрі Хартсфілд, Стевен Нейджел, Бонні Данбар, Джеймс Баклі, Гайон Блуфорд, Ернст Мессершмід (ФРН), Райнхард Фуррер (ФРН), Вюббо Оккелс (Нідерланди) | США    | 22-й політ шатла. 9-й політ «Челленджера». Вперше три іноземця в екіпажі. Вперше два астронавти з Німеччини. Оккелс — перший астронавт з Нідерландів. Вперше в екіпажі вісім астронавтів.                                      | 7 діб 0 годин 45 хвилин                                                                                            |
| 110 | 26 листопада | Атлантіс STS-61-B   | Брюстер Шоу, Брайан О'коннор, Мері Клів, Шервуд Спрінг, Джеррі Росс, Родольфо Нері Вела (Мексика), Чарлз Вокер.                                      | США    | 23-й політ шатла. 2-й політ «Атлантіса». Нері Вела — перший астронавт з Мексики. | 6 діб 21 година 4 хвилини                                                                                          |

Підсумки року
- Космонавтів СРСР — 60 (+2 за рік);   Пілотованих польотів СРСР — 58 (+2 за рік)
- Астронавтів США — 116 (+32 за рік);   Пілотованих польотів США — 52 (+9 за рік)
- Космонавтів інших країн — 19 (+6 за рік)
- Всього астронавтів і космонавтів — 195 (+40 за рік)
- Всього пілотованих польотів — 110 (+11 за рік)

## 1986 рік
| №   | Дата       | Корабель            | Екіпаж | Країна | Досягнення | Тривалість                 |
| --- | ---------- | ------------------- | --- | ------ | --- | -------------------------- |
| 111 | 12 січня   | Колумбія STS-61-C   | Роберт Гібсон, Чарльз Болден, Франклін Чанг-Діаз, Стевен Хоулі, Джордж Нельсон, Роберт Сенкер, Клеренс Нельсон | США    | 24-й політ шатла. 7-й політ «Колумбії». Клеренс Вільям Нельсон — член Конгресу США. | 6 діб 2 години 4 хвилини.  |
| -   | 28 січня   | Челленджер STS-51-L | Френсіс Скобі, Майкл Сміт, Джудіт Резнік, Еллісон Онидзука, Роналд Макнэйр, Грегорі Джарвіс, Кріста Маколіфф   | США    | 25-й політ шатла. 10-й політ «Челленджера». На 73-й секунді польоту вибух «Челленджера». Сім астронавтів загинули. | 73 секунди                 |
| 112 | 13 березня | «Союз Т-15»         | Леонід Денисович Кизим, Володимир Олексійович Соловйов                                                         | СРСР   | Шоста довготривала експедиція на станції «Салют-7» і перша експедиція на станції «Мир». Унікальний переліт зі станції «Мир» на станцію «Салют-7» і назад. Кизим і Соловйов здійснили два виходи у відкритий космос. Новий рекорд сумарної тривалості перебування в космосі — Соловйов (за два польоти) = 8686 годин 50 хвилин (361 доба 22 години 50 хвилин); Кизим (за три польоти)= 8993 години 58 хвилин (374 доби 17 годин 58 хвилин) | 125 діб 0 годин 1 хвилина. |

Підсумки року
- Космонавтів СРСР — 60 (+0 за рік);   Пілотованих польотів СРСР — 59 (+1 за рік)
- Астронавтів США — 120 (+4 за рік);   Пілотованих польотів США — 53 (+1 за рік)
- Космонавтів інших країн — 19 (+0 за рік)
- Всього астронавтів і космонавтів — 199 (+4 за рік)
- Всього пілотованих польотів — 112 (+2 за рік)
- Рекорд сумарної тривалості перебування в космосі — Кизим за три польоти = 8993 години 58 хвилин (374 доби 17 годин 58 хвилин).

## 1987 рік
| №   | Дата      | Корабель    | Екіпаж                                                                                      | Країна | Досягнення | Тривалість |
| --- | --------- | ----------- | ------------------------------------------------------------------------------------------- | ------ | --- | --- |
| 113 | 5 лютого  | «Союз ТМ-2» | Юрій Вікторович Романенко, Олександр Іванович Лавейкин                                      | СРСР   | Перша довготривала експедиція на станції «Мир». Перший політ нової модифікації корабля «Союз ТМ». Лавейкін — космонавт номер 200 у світі. Романенко повернувся на Землю на «Союзі ТМ-3». Новий рекорд тривалості польоту — Романенко = 7835 годин 21 хвилина (326 діб 11 годин 21 хвилина). Новий рекорд сумарної тривалості перебування у космосі — Романенко (за три польоти)= 10338 годин 21 хвилина (430 діб 18 годин 21 хвилина) | 174 дні 3 години 46 хвилин                                                                                               |
| 114 | 22 липня  | «Союз ТМ-3» | Олександр Степанович Вікторенко, Олександр Павлович Александров, Мохаммед Аль-Фаріс (Сирія) | СРСР   | Перша експедиція відвідування станції «Мир». Часткова заміна довготривалого екіпажу. Вікторенко і Фаріс повернулися на Землю на «Союзі ТМ-2». Фаріс — перший космонавт Сирії. | Вікторенко і Фаріс — 7 діб 23 години 5 хвилин Александров — 160 діб 7 годин 17 хвилин                                    |
| 115 | 21 грудня | «Союз ТМ-4» | Володимир Георгійович Титов, Муса Хираманович Манаров, Анатолій Семенович Левченко          | СРСР   | Друга довготривала експедиція на станції «Мир». Титов і Манаров повернулися на Землю на «Союзі ТМ-6». Титов і Манаров пробули в космосі один рік. Левченко проходив підготовку як пілот «Бурана». Левченко повернувся на Землю на «Союзі ТМ-3». | Корабель — 177 діб 23 години 5 хвилин Титов і Манаров — 365 діб 22 години 40 хвилин Левченко — 7 діб 21 година 58 хвилин |

Підсумки року
- Космонавтів СРСР — 64 (+4 за рік);   Пілотованих польотів СРСР — 62 (+3 за рік)
- Астронавтів США — 120 (+0 за рік);   Пілотованих польотів США — 53 (+0 за рік)
- Космонавтів інших країн — 20 (+1 за рік)
- Всього астронавтів і космонавтів — 204 (+5 за рік)
- Всього пілотованих польотів — 115 (+3 за рік)
- Рекорд тривалості польоту — Романенко = 7835 годин 21 хвилина (326 діб 11 годин 21 хвилина)
- Рекорд сумарної тривалості перебування в космосі — Романенко за три польоти = 10338 годин 21 хвилина (430 діб 18 годин 21 хвилина).

## 1988 рік
| №   | Дата         | Корабель         | Екіпаж                                                                                    | Країна | Досягнення | Тривалість |
| --- | ------------ | ---------------- | ----------------------------------------------------------------------------------------- | ------ | --- | --- |
| 116 | 7 червня     | «Союз ТМ-5»      | Анатолій Якович Соловйов, Віктор Петрович Савіних, Олександр Александров (Болгарія)       | СРСР   | Експедиція відвідування станції «Мир». Екіпаж повернувся на Землю на «Союзі ТМ-4». Олександр Александров — другий космонавт Болгарії.                                                                             | Корабель — 91 доба 10 годин 46 хвилин Екіпаж — 9 діб 20 годин 10 хвилин                                                      |
| 117 | 29 серпня    | «Союз ТМ-6»      | Володимир Опанасович Ляхов, Валерій Володимирович Поляков, Абдул Ахад Моманд (Афганістан) | СРСР   | Експедиція відвідування станції «Мир». Ляхов і Моманд повернулися на Землю на «Союзі ТМ-5». Поляков залишився на станції і повернувся на Землю на «Союзі ТМ-7». Абдул Ахад Моманд — перший космонавт Афганістану. | Корабель — 114 діб 5 годин 33 хвилини Ляхов і Моманд — 8 діб 20 годин 27 хвилин Поляков — 240 діб 22 години 35 хвилин        |
| 118 | 29 вересня   | Діскавері STS-26 | Фредерік Хаук, Річард Кові, Джон Лаундж, Дейвід Хілмерс, Джордж Нельсон                   | США    | 26-й політ шатла. 7-й політ «Діскавері». Відновлення польотів шатлів після катастрофи «Челленджера». | 4 доби 1 година 00 хвилин |
| 119 | 26 листопада | «Союз ТМ-7»      | Олександр Олександрович Волков, Сергій Костянтинович Крикальов, Жан-Лу Кретьєн (Франція)  | СРСР   | Четверта довготривала експедиція на станції «Мир». Другий політ Жан-Лу Кретьєна. Кретьєн повернувся на Землю на «Союзі ТМ-6».                                                                                     | Корабель — 151 доба 11 годин 08 хвилин Волков і Крикальов — 151 доба 11 годин 08 хвилин Кретьєн — 24 доби 18 годин 07 хвилин |
| 120 | 2 грудня     | Атлантіс STS-27  | Роберт Гібсон, Гай Гарднер, Річард Маллейн, Джеррі Росс, Вільям Шеперд                    | США    | 27-й політ шатла. 3-й політ «Атлантіса». Політ для міністерства оборони США. | 4 доби 9 годин 06 хвилин |

Підсумки року
- Космонавтів СРСР — 67 (+3 за рік); Пілотованих польотів СРСР — 65 (+3 за рік)
- Астронавтів США — 122 (+2 за рік); Пілотованих польотів США — 55 (+2 за рік)
- Космонавтів інших країн — 22 (+2 за рік)
- Всього астронавтів і космонавтів — 211 (+7 за рік)
- Всього пілотованих польотів — 120 (+5 за рік)
- Рекорд тривалості польоту (Титов, Манаров) = 8782 години 40 хвилин (365 діб 22 години 40 хвилин)

## 1989 рік
| №   | Дата         | Корабель         | Екіпаж                                                                          | Країна | Досягнення | Тривалість                 |
| --- | ------------ | ---------------- | ------------------------------------------------------------------------------- | ------ | --- | -------------------------- |
| 121 | 13 березня   | Діскавері STS-29 | Майкл Коутс, Джон Блаха, Джеймс Бейгіан, Джеймс Баклі, Роберт Спрінгер          | США    | 28-й політ шатла. 8-й політ «Діскавері». | 4 доби 23 години 39 хвилин |
| 122 | 4 травня     | Атлантіс STS-30  | Дейвід Вокер, Роналд Грейб, Норман Тагард, Мері Клів, Марк Лі                   | США    | 29-й політ шатла. 4-й політ «Атлантіса». Політ для міністерства оборони США.                                                                 | 4 доби 0 годин 57 хвилин   |
| 123 | 8 серпня     | Колумбія STS-28  | Брюстер Шоу, Річард Річардс, Джеймс Адамсон, Девід Листма, Марк Браун           | США    | 30-й політ шатла. 8-й політ «Колумбії». Політ для Міністерства оборони США.                                                                  | 5 діб 1 година 00 хвилин   |
| 124 | 6 вересня    | «Союз ТМ-8»      | Олександр Степанович Вікторенко, Олександр Олександрович Серебров               | СРСР   | П'ята довготривала експедиція на станції «Мир». Початок безперервного перебування екіпажів на станції «Мир», тривало до 28 серпня 1999 року. | 166 діб 6 годин 58 хвилин  |
| 125 | 18 жовтня    | Атлантіс STS-34  | Дональд Вільямс, Майкл Маккаллі, Шеннон Лусід, Франклін Чанг-Діаз, Еллен Бейкер | США    | 31-й політ шатла. 5-й політ «Атлантіса». | 4 доби 23 години 39 хвилин |
| 126 | 22 листопада | Діскавері STS-33 | Фредерік Грегорі, Джон Блаха, Кетрін Торнтон, Сторі Масгрейв, Менлі Картер      | США    | 32-й політ шатла. 9-й політ «Діскавері». Політ для міністерства оборони США.                                                                 | 5 діб 00 годин 07 хвилин   |

Підсумки року
- Космонавтів СРСР — 67 (+0 за рік);   Пілотованих польотів СРСР — 66 (+1 за рік)
- Астронавтів США — 133 (+11 за рік);   Пілотованих польотів США — 60 (+5 за рік)
- Космонавтів інших країн — 22 (+0 за рік)
- Всього астронавтів і космонавтів — 222 (+11 за рік)
- Всього пілотованих польотів — 126 (+6 за рік)